# Цицианов, Александр Константинович
Александр Константинович Цицианов (груз.  ციციშვილი ალექსანდრე კონსტანტოვის) (1850, с. Корсли Горийский уезд Тифлисская губерния Российская империя — 13 июля 1885, Киренск, Иркутская губерния, Российская империя) — русский революционер-народник грузинского происхождения, князь.

## Биография
Родился в богатой семье старинного грузинского княжеского рода Цициановых (Цицишвили).

В 1860 году поступил в Тифлисскую классическую гимназию, отчислен из 7-го класса в 1870 году в связи с неуспеваемостью.
В 1870 году входил вместе с М. Чикоидзе и И. Джабадари в тифлисский кружок самообразования. В 1873 году уехал за границу и жил в Цюрихе, Женеве, Париже. Входил в заграничный «кавказский» кружок (М. Чикоидзе, И. Джабадари и др.), сблизившийся с женским кружком русских студенток Цюрихского университета «Фричей».
В феврале 1875 года выехал в Тифлис для организации «кавказской общины» и для продажи своего недвижимого имущества (стоимостью около 200.000 рублей) и получение денег, чтобы перевести их в революционный фонд. После первого провала организации 4 апреля 1875 года приглашён революционной организацией в Москву и вместе с В. Любатович и Н. Цвиленевым вошёл в число руководителей организации.
Жил в Москве на одной квартире с В. Любатович под фамилией дворянина Зедгенидзе. Летом 1875 года принимал участие в организации попытки побега Н. А. Морозова из Московской тюрьмы. Под фамилией «Цицианов» был совершен фиктивный брак Ис. Кикодзе с А. Хоржевской с целью доставления средств для революционных целей.
Арестован в Москве 10 августа 1875 года на квартире Ант. Гамкрелидзе. При аресте оказал вооруженное сопротивление — первое в революционном движении. При обыске в квартире были обнаружены запрещённая литература, шифрованные письма, записки и прочее.
Содержался сначала в Сущевской части в Москве, потом перевезён в Петербург, с 26 сентября 1876 года по 15 февраля 1877 года содержался в Петропавловской крепости, после чего переведён в Дом предварительного заключения. Привлечён к дознанию по делу о противоправительственной пропаганде (Процесс пятидесяти); при дознании выяснилась причастность к тайному революционному кружку на Кавказе (Ис. Кикодзе, М. Кипиани и др.).
Предан 30 ноября 1876 года суду Особого Присутствия Правительствующего Сената по обвинению в организации противозаконного сообщества, участии в нём, в распространении преступных сочинений и в покушении при аресте на убийство прапорщика Ловягина, производившего обыск (Процесс пятидесяти).
Судился с 21 февраля по 14 марта 1877 года и признан виновным. Приговорён 14 марта 1877 года к лишению всех прав и к каторжным работам в крепостях на 10 лет. При рассмотрении кассационной жалобы Сенатом 7 мая 1877 года признан виновным во вступлении в противозаконное сообщество, в покушении на распространение злоумышленных сочинений и в покушении на убийство, вследствие чего срок каторжных работ сокращён до 8-ми лет и каторжные работы в крепостях заменены такими же на заводах.
По Высочайшему повелению 14 августа 1877 года лишён всех прав. Содержался в Доме предварительного заключения и за участие 13 июля 1877 года в беспорядках («боголюбовская история») посажен в карцер. Отправлен в Новобелгородскую каторжную тюрьму, где в августе 1878 года призывал заключённых к беспорядкам. Из централа 13 октября 1880 года отправлен на Карийскую каторгу. Содержался в Мценской пересыльной тюрьме, летом 1881 года — в Красноярской тюрьме, 19 февраля 1882 года прибыл на Кару.
После окончания срока каторжных работ, по распоряжению генерал-губернатора от 13 сентября 1883 года освобождён от каторжных работ и отправлен в Иркутскую губернию на поселение.
Вследствие «посредственного поведения» в отношении его было отказано в действии манифеста 15 мая 1883 года. 

Водворён в Киренске (Иркутская губерния).
Заболел психическим заболеванием. Умер в Киренской больнице 13 июля 1885 года.